# Olav Kielland

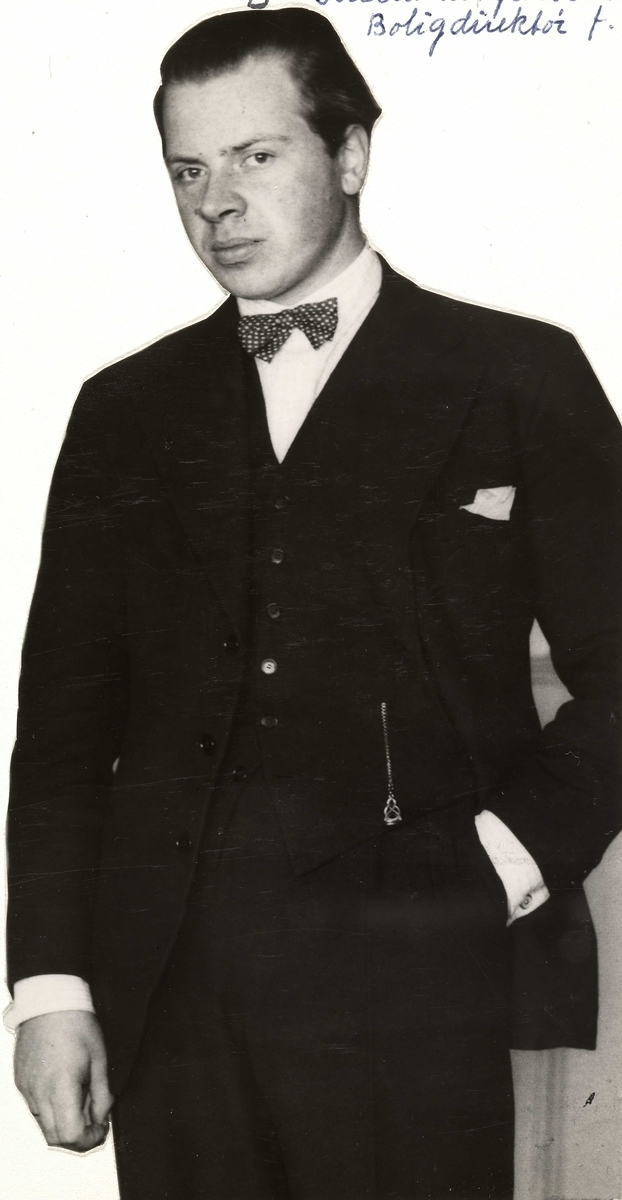
Olav Kielland.

Olav Løchen Kielland, född den 16 augusti 1901 i Trondheim, död den 5 augusti 1985 i Bø i Telemark, var en norsk tonsättare och dirigent.

## Biografi
Kielland studerade till arkitekt som sin far, Gabriel Kielland, vid Norges tekniska högskola 1919–1921, men avbröt studierna och flyttade till musikkonservatoriet i Leipzig, där han studerade dirigering, komposition samt spel på piano och fagott. År 1929 deltog han i Felix Weingartners Meisterkurs für Dirigenten i Basel, Schweiz.

### Dirigent
Kielland debuterade som dirigent och pianist i Trondheim 1923 och var en av Norges ledande dirigenter. År 1931 anställdes han som kapellmästare i Oslo filharmoniska orkester i Oslo och från 1933 var han orkesterns konstnärlige ledare.
Ekonomiska orsaker tvingade orkestern till förändringar och 1936 tog Kielland över som musikalisk ledare av Guldsbergs Akademiske Kör. Han gjorde där stora insatser för att framföra musik av unga norska kompositörer.
År 1946 tog Kielland på sig arbetet med att reorganisera Trondheims symfoniorkester och ledde denna till 1948 för att sedan vara konstnärlig ledare för Bergens filharmoniska orkester 1948–1952.

### Kompositör
Gradvis arbetade Kielland allt mera med komposition och mindre med dirigering. Han ville därför helst begränsa sig till gästdirigering. Hans kompositioner, som ofta har en nationell prägel, omfattar bland annat scenmusik till Ibsens Brand, en violinkonsert och sånger för manskör.

## Hedersbetygelser
Vid sin död var Kielland
- innehavare av Konungens förtjänstmedalj,
- Riddare av St. Olvasorden,
- Kommendör av Den isländska falkorden.

Från 1961 mottog han Statens konstnärslön (från 1983 Statens hedersstipendium).